# Tondi Fatehpur
Tondi Fatehpur es una pueblo y nagar Panchayat situado en el distrito de Jhansi en el estado de Uttar Pradesh (India). Su población es de 11855 habitantes (2011). 

## Demografía
Según el censo de 2011 la población de Tondi Fatehpur era de 11855 habitantes, de los cuales 6253 eran hombres y 5602 eran mujeres. Tondi Fatehpur tiene una tasa media de alfabetización del 68,40%, superior a la media estatal del 67,68%: la alfabetización masculina es del 81,96%, y la alfabetización femenina del 52,85%.